# 勿謂言之不預也
勿謂言之不預（也）是中华人民共和国的外交术语，是中国共产党和中华人民共和国政府通过官方媒体发出的最严重警告，被广泛視為其動用武力，或者更广泛意义上準備开战的信號。近現代以来，中华人民共和国通过新华社或《人民日报》纸版社论形式多次在關鍵時刻运用该术语，使其被賦予了獨特政治敏感性。
“勿謂言之不預也”原意為「（事後）不要说没跟你事先警告过」。原多用在上級對下級進行警告，要求對方必須聽命。而乾隆帝在拒絕了馬戛爾尼使團希望通商貿易的要求後在写给英国国王乔治三世的一封信中就已提到這句短語。中華人民共和國時期，該術語多用於外交辭令中。此語作为外交术语及两岸问题术语曾被《人民日报》运用三次、新华社电讯运用一次，并在1962年、1967年、1978年三次作出宣示后分别爆发了中印边境战争、珍宝岛事件、中越战争三次武装冲突。

## 出处
“言之不預”，很可能是從一個更古老的詞“言之不乂”轉化來的。在《尚書·洪範》中，即有上天的各種徵兆，“恭作肅，從作乂，……”、“曰休徵：曰肅，時雨若；曰乂，時陽若；……”其中“乂”解釋為旱災，因為有不順從的事發生了。 《後漢書·五行志》也有载“言之不從，是謂不乂”指說的話不管用、不能治事。而在唐代《對賢良方正能直言極諫策》中，也提及“臣聞旱蝗者，稽諸《洪範》，為言不乂之罰也。言之不乂，令之不信也。”
直接出現“言之不預”這個詞，最早的文獻可見于康熙四十一年（1702年）上諭《訓飭士子文》说道：“……勿謂朕言之不預也，爾多士尚敬聼之哉。”（其中“言之不預”又作“言之不豫”。）推測可能是類似“逃之夭夭”發明自《詩經·桃夭》“桃之夭夭”，讀音相近，意思發生了變化。這篇上諭在清代讀書人中产生了广泛影响，并得以被后人所引用。
之後清朝的公告、上諭中多引用此語。乾隆五十八年（1793年）敕諭英吉利國王：“若經此次詳諭後，爾國王或誤聽爾臣下之言，任從夷商將貨船駛至浙江、天津地方欲求上岸交易，天朝法制森嚴，各處守土文武，恪遵功令，爾國船隻到彼，該處文武必不肯令其停留，定當立時驅逐出洋。未免爾國夷商枉勞往返，勿謂言之不預也，其凜遵毋忽，特此再諭。”而嘉慶年间（1796年－1820年）鄂山在甘肅的招撫佈告则写道，“某某等，皆王法所必誅。然予初蒞任，應施寬法，暫弛其死。今與眾約，如有再干禁例者，必殺無赦，莫謂言之不豫也。”此外，林則徐于1839年所作的《札飭嚴辦東路賣菸船由》亦写“……白簡具在，咎有攸歸。毋謂言之不預也。特札。”另外林還有《諭洋商責令夷人呈繳煙土稿》、《示諭夷人速繳鴉片煙土四條稿》、《會諭同知再行諭飭義律繳土交兇稿》等，用了“毋謂言之不早也”的句子。
再後，太平天國的一些佈告也出現過類似的句子。1861年11月23日，《太平天國侍王李世賢勸太平子民各知效順佈告》写道：“……如若遲疑觀望，三日以內，不行齊來納款輸誠，則我大軍一到，難免滋擾之弊。爾民其自思量而行，勿謂本藩言之不預也！特此諄諭，咸使遵知。”同时，太平天国时期李秀成《再致上海各领事书》（1862年）。晚清李伯元所著小说《官场现形记》第十九回（約1900年前後）中整治吏治的傳諭中也以該句結束。

## 战前运用

### 中印边境战争
1947年，印度获得独立后，要求中华民国政府承认英属印度对中印边界的划分，双方在领土问题上长期未能达成一致。
1962年6月起，印度总理尼赫鲁提出前进政策，声称中国不应占据西藏。中方称印军向中国边防军开枪攻击，中国军人死伤数十人，同时印军开始进入中国境内建立军事哨所。1962年9月22日，《人民日报》发表了题为《是可忍，孰不可忍》社论，警告印度尼赫鲁政府，立即从边境撤军，否则中方将使用武力。
10月20日，印方称中国军队攻击印度，中印边境战争开始。此次战争以中华人民共和国的战术性胜利而告终，最后双方退回实际控制线停战。

### 珍宝岛事件
1967年到1969年初中国和苏联双方在边界上的若干地方，比如乌苏里江上的七里沁岛和珍宝岛，不断发生巡逻队冲突，从对骂到推搡、棍棒武斗等。1967年7月3日，新华社发表通讯《我外交部向苏联提出强烈抗议》，指出“就苏联驻华商务代表处人员在我国非法进行窃取情报的活动我国外交部向苏修提出强烈抗议”，文章结尾处点明“勿谓言之不预也”。
从1968年开始，中方准备在中苏东部边界进行武装行动。1969年，在中共中央和党主席毛泽东批准后，沈阳军区司令员陈锡联部署3月在珍宝岛进行“珍宝岛反击战”，为在4月召开的中国共产党第九次全国代表大会定基调。在筹划时说要立足于小打，“规模尽量要控制在一定范围，即这是一场局部的边界冲突！”
1969年3月间，双方在岛上发生武装冲突。事件以中华人民共和国一方的胜利告终，中方在事件后实际控制了珍宝岛。事件致使中苏关系进一步恶化。珍宝岛一役后，苏联高层曾多次商讨要对中国进行报复，并明确发出先发制人和核打击的威胁，中方也作出相应舆论回击。这使得珍宝岛事件成为继古巴导弹危机后人类历史上仅有的两次爆发全面核战争的重大危机之一。

### 中越战争
1969年3月中蘇爆發珍寶島冲突，差点引发大规模战争。此后，中国与苏联持續处于敌对状态，而中美关系則开始正常化。1978年6月29日，越南加入苏联为首的经济互助委员会。苏联出于牵制中國的目的，1978年11月3日与越南签订了带有军事援助性质的《苏越友好合作条约》，支持越南在中南半岛的扩张。
1975年前，北越政府對於中华人民共和国對西沙群岛、南沙群岛的主權并未提出正式异议。1975年，北越统一越南之后，接收了原南越政府控制下的南海岛屿，对位于中越边境的陆地及南海諸島提出主权要求。其对原南越地區的私人企業收歸國有，使为数不少的华侨华裔被没收财产、受到政治压迫。许多平民遭到秘密逮捕和肆意杀害，迫使许多人不得不抛弃财产甚至家人逃亡。在一些战略要地，华人要接受无穷尽的“忠诚测试”，直至被驱逐离开越南。由於無法容忍越南當時這種非人道的反華行為，中國政府一方面对於越南發出譴責，另一方面接收了大量淪為難民的越南華僑。到1978年，中越边境上频繁发生了小规模冲突。
中方認為越方上述种种举动威胁了中國国境安全和影响了东南亚的局势稳定，为了捍卫主权，惩治侵略者和保護華僑權益而對越進行自卫还击战。
1978年9月起，中越双方开始相互指责对方军队越界。《人民日报》于1978年12月25日当天发表社论，警告越南方面不要轻举妄动、得寸进尺，表达了中国方面的开战意图。1979年2月12日，中共中央军委下达《中越边境自卫还击作战命令》，决定于2月17日拂晓，从广西、云南方向同时发起对越作战。

## 相关言论
2013年11月，针对釣魚岛紛爭白熱化，解放军退役少將、原軍事科學院副院長罗援在接受人民網訪談時表示，中国对日礼数已尽，我军说话算话，勿谓言之不预也。然而這屬於個人言論，並未以官方紙版社論或是外交部文件方式發出。
2017年8月6日，當時正值2017年中印军队洞朗对峙事件，中国多名军方人士接受中新社记者採訪时表示，「如果印度方面不撤軍，印度軍隊将被中國人民解放军清除出境。所谓勿谓言之不预也，就是最终采取武力方式时，事先不是没有警告你」。
2018年4月6日，针对中美贸易战，新华社在其微博“新华视点”账号里发布了《新华微评：“勿谓言之不预！”》，警告美国不要加剧贸易冲突，表明中国有能力对潜在的进一步的贸易战作出反应。文章称，“这是单边主义和多边主义之间的一场斗争，是保护主义和自由贸易之间的一场斗争！美国严重错判了形势，采取了极其错误的行动。中国人向来不挑事，但也不怕事，尽管贸易冲突没有赢家，但为了中国的核心利益，为了全球的共同利益，中国人会坚决斗争！勿谓言之不预！”
2018年12月9日，针对加拿大逮捕孟晚舟事件，人民日报社在其同名微信公众号刊文《中国对加拿大采取行动了，释放了三个强烈信号！》，文末写道：“斗争形势很复杂，但中国不是吓大的，放人是必须的。勿谓言之不预也！”
2019年5月29日，《人民日报》03版国际论坛版块发表署名为“五月荷”的文章《美方不要低估中方反制能力》，文章称“毫无疑问，美方想利用中国出口的稀土所制造的产品，反用于遏制打压中国的发展，中国人民决不会答应。当前美方完全高估了自己操纵全球供应链的能力，在自我沉醉的空欢喜中无力自知，但其清醒后注定要自打嘴巴。中国有关部门已经多次发表严正声明，中美两国产业链高度融合，互补性极强，正所谓合则两利、斗则俱伤，贸易战没有赢家。奉劝美方不要低估中方维护自身发展权益的能力，勿谓言之不预！”。

### 台湾问题
2020年4月10日，《环球时报》发表社评《世界进入多事之秋，台当局须悠着点》，文末警告“世界进入多事之秋，台湾不具备在一个大博弈中扮演活跃角色的资本。悠着点是台湾当局应有的基本理性。自以为是地铤而走险一定会招致沉痛的代价。勿谓言之不预。”
2020年10月15日，《人民日报》07版要闻发表署名为“安平”的文章《站在历史正确的一边——告台湾情治部门书》，提及近期媒体公开报道了国家安全机关组织实施“迅雷-2020”专项行动的有关情况。文章称“蔡英文当局愈加挟洋自重，加紧与外部反华势力勾连聚合，频频制造事端，严重危害两岸和平和台海局势稳定。”、“我们正告台湾情治部门中抱守台独立场的顽固分子，玩火自焚只有死路一条，……希望这些顽固分子尽早认清形势，早早收手，回头是岸，莫要眷恋穷城，徘徊歧途，自寻绝路。勿谓言之不预也。”同版亦刊登新闻《中央台办——民进党当局“以武谋独”是螳臂当车》，报道提到，中共中央台办发言人朱凤莲14日在例行新闻发布会上应询表示，民进党当局勾结外部势力，“以武谋独”，不过是螳臂当车，只会给台湾民众带来深重灾难。
2021年4月28日，中共中央台湾工作办公室举行例行记者会。記者提到有台灣团体主办“海内外台湾国是会议”，以“台湾国家正常化、亚太和平永续化”为主题。台湾副总统赖清德出席该会议，并强调“台湾是主权独立的国家，与中国互不隶属”；台湾总统蔡英文则以书面发表致词称，政府一贯立场是“国土主权、寸步不让；民主自由、坚守不退”。身为民进党宪改小组共同召集人的台湾总统府资政姚嘉文再提制宪主张，强调“台湾只有正名，才能变成和中国不一样的国家，台湾新宪法基本主张是正名为台湾共和国”。中共中央台办發言人马晓光表示，大陆高度关注有关动向。一小撮“台独”分子为一己之私，罔顾台湾民众利益福祉，不断进行“台独”冒险挑衅，只会加剧两岸关系动荡，把台湾推向危险境地，给广大台湾同胞带来深重灾难。民进党一面宣称不会走极端，一面又放任这样的人一再散布“极独”谬论，究竟意欲何为？大陆坚决反对岛内任何形式的“修宪谋独”分裂行径，将采取一切必要措施予以反制，勿谓言之不预。
2025年4月環台軍事演練期间，中国人民解放军新闻传播中心官方账号“钧正平工作室”发表题为《“台独”意味着战争，勿谓言之不预也》的评论。

## 流行文化
除了作為中國大陸軍迷口頭用語，在以萌化政治为题材的作品《那年那兔那些事儿》中，“勿謂言之不預也”也作为章节标题和台词出現于该漫画第二话。